# Ancylopsetta ommata
Ancylopsetta ommata är en fiskart som först beskrevs av Jordan och Gilbert, 1883.  Ancylopsetta ommata ingår i släktet Ancylopsetta och familjen Paralichthyidae. Inga underarter finns listade i Catalogue of Life.